# Упанишади
Упанишадите са около 150 на брой индуистки философски трактата, 11 от които се считат за основни, създадени в поезия и в проза за периода между около 600 г. пр.н.е. и 200 г. пр.н.е. Поставят началото на индуистката философия и религия. Част от тях носят името Араняка (Горски книги), понеже са се проповядвали в горите, където живеели мъдреците-аскети. Араняките са продължение на Брахманите. Съдържат учението за съвпадението между индивидуалната душа Атман и висшата световна душа Параматман – положителното ядро на покоя, светлината и разума. Мъдрецът трябва да разбере идеята за висшата същност в ядрото на всички неща, подобно на дъба, който се съдържа в жълъда. Брахман, т.е. Божеството, Абсолютът, който е навсякъде в макрокосмоса, живее и в човешката душа – микрокосмоса.